# 조향록
조향록(趙香祿, 1920년 9월 14일~2010년 4월 11일)은 대한민국의 장로교 목회자이다.
함경남도 북청군 출신으로 일제강점기 말기인 1943년에 조선신학교를 졸업하고 장로교 목회자가 되었다. 서울 종로구의 초동교회 담임목사로 오래 재직했다.
장로교 내 진보 세력을 대표하는 한국신학대학 학장과 한국기독교장로회 총회장을 역임했으며, 국제사면위원회 한국지부 이사장을 지내는 등 제4공화국에서 유신 체제에 저항하는 민주화 운동 지도자 중 한 명이었다. 그러나 국가보위입법회의에 참여하여 제5공화국 출범에 협조한 이후로는 기독교 보수주의 진영의 목회자로 분류된다.